# Клітини Купфера

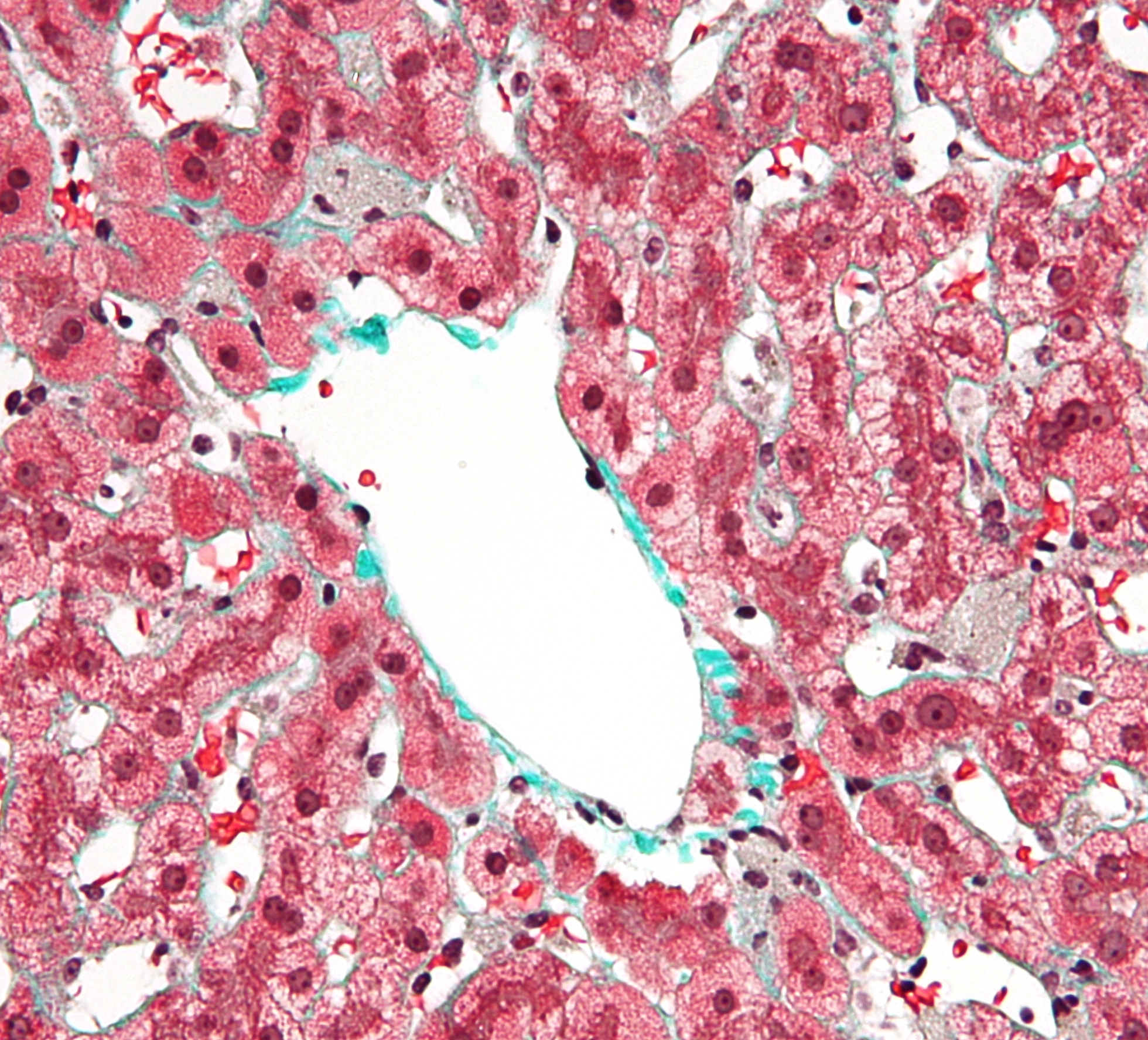
Клітини Купфера з сірою зернистою цитоплазми в ураженій печінки. Біопсія печінки. Триколірне забарвлення.

Клітини Купфера — спеціалізовані макрофаги печінки, які є частиною ретикулоендотеліальної системи. Основною функцією клітин Купфера є захоплення і переробка старих нефункціональних клітин крові. При цьому відбувається руйнування молекул гемоглобіну, їх глобінові ланцюги повторно утилізуються, а гем розщеплюється на залізо та білірубін.
Названі на честь Карла Вільгельма Купфера, який вперше їх описав у 1876 році.